# Arctic Circle Raceway
Arctic Circle Raceway er et norsk motorsportsanlæg, beliggende 30 km syd for den nordlige polarcirkel, ved landsbyen Storforshei i Rana Kommune. Anlægget blev indviet i 1995, og kostede 62 millioner norske kroner at opføre. De 3.753 meter asfalt er Norges længste racerbane. Arctic Circle Raceway er nationalt center for motorcykelsporten (roadracing).